# Guiu I Gonzaga

Escut d'armes de la família Gonzaga

Guiu I Gonzaga o Guiu I de Màntua -en italià: Guido Gonzaga- (1290 - Màntua, Senyoriu de Màntua, 1369) fou el senyor de Màntua entre 1360 i 1369.

## Llinatge
Va néixer el 1290 sent fill de Lluís I Gonzaga i la seva primera esposa, Riquilda Ramberti. Es casà en primeres núpcies amb Agnès Pico, filla de Francesc I della Mirandola i Beatriu di Sassuolo. D'aquesta unió nasqueren:
- Beatriu Gonzaga (?), casada amb Nicolau I d'Este
- Tommasina Gonzaga (?), casada amb Azzo de Correggio

En segones núpcies es casà el 1340 amb Camilla Beccaria de Pavia. D'aquest enllaç no tingueren fills.
Es casà en terceres núpcies amb Beatriu de Bar, filla d'Eduard I de Bar i Maria de Borgonya. D'aquesta unió nasqueren:
- Ugolino Gonzaga (?-1362), casat amb Caterina Visconti
- Lluís II Gonzaga (1334-1382), senyor de Màntua
- Margarida Gonzaga (?), casada amb Jacopino de Carrara

## Ascens al poder
El 1328 fou nomenat podestà de la ciutat de Màntua i el 1328 ho fou de Reggio de l'Emília. El 1335 va esdevenir senyor titular d'aquesta ciutat i el 1360, després de la mort del seu pare, senyor de Màntua i Capità General del Poble.
Des de 1353 hagué d'enfrontar-se als conflicte entre güelfs i gibel·lins, partidaris els güelfs del Papa amb el suport dels Visconti de Milà i de Verona i Gènova, i partidaris els gibel·lins de l'emperador, Florència, Siena, Venècia i Màntua. La mort d'Ugolino Gonzaga, espòs de Caterina Visconti (1342-1382), a mans dels gibel·lins provocà l'enemistat entre la família Gonzaga i Visconti, sent alimentat un odi vers els Gonzaga per part de Bernabé Visconti. El Senyoriu de Màntua fou ocupat pels Visconti de Milà l'abril de 1368, si bé l'emperador Carles IV del Sacre Imperi Romanogermànic obligà el Visconti a signar la pau de Bolonya l'11 de febrer de 1369, aconseguint Màntua ampliar el seu domini territorial amb la incorporació de Cavriana, Castiglione delle Stiviere, Solférino, Volta, Medole i Ceresara.
Morí el 22 de setembre de 1369 a la ciutat de Màntua, sent succeït pel seu fill Lluís Gonzaga.